# Charles Huon de Penanster
Charles Huon de Penanster, né le 11 octobre 1832 à Lannion (Côtes-du-Nord) et mort le 31 mai 1901 à Ploubezre (Côtes-du-Nord), est un homme politique français. Il est issu d'une ancienne famille bretonne originaire du Trégor. Il est député des Côtes-du-Nord de 1871 à 1881, puis sénateur des Côtes-du-Nord de 1886 à 1901.

## Biographie
Charles Huon de Penanster a l'occasion, dans sa jeunesse, de voyager dans le monde entier, en compagnie de son frère Julien, polytechnicien et ingénieur dans l'armement, et de son cousin, Hyacinthe de Gouzillon de Bélizal. Il conduira entre autres, avec des camarades bretons, une expédition pour trouver les sources du Nil. 
Il est conseiller général des Côtes-du-Nord, élu du canton de Plestin-les-Grèves en 1861. Il est adjoint au maire de Lannion de 1868 à 1870, maire de Lannion de 1888 à 1892, député monarchiste de 1871 à 1881 (il participe notamment à la rédaction de la loi du 29 juillet 1881, connue pour son article  « Défense d'afficher ») , et sénateur de 1886 à 1901. Il est secrétaire du Sénat de 1888 à 1890.
En 1860, il rachète, conjointement avec son frère Julien, le château de Kergrist, dans la commune de Ploubezre. Il rachète en 1879 le magazine Le Petit Écho de la mode , créé en 1878 et dont l'audience est alors modeste. Son épouse Claire assumera la direction et la rédaction en chef, sous le pseudonyme de baronne de Clessy. Cet hebdomadaire rencontrera un grand succès en France et en Belgique jusqu'en 1983.
Il est mort en fonction en 1901 et repose dans le tombeau de famille du château de Kergrist.

## Famille
La famille Huon est une ancienne famille bourgeoise de Bretagne, recensée depuis le XVIIIe siècle à Brélévenez, devenu un quartier de la ville de Lannion dans le Trégor. Parmi les ancêtres paternels de Charles se distinguent son arrière-grand-père, Guillaume Huon (1722-1795), notaire royal ; son grand-père, Michel Huon (1753-1817), notaire royal ; son père, Pierre Huon (1790-1860), avocat, maire de Lannion de 1822 à 1830, conseiller général en 1825.
Pierre Huon épouse Caroline Even (1799-1856), héritière en ligne féminine de la famille Guezno de Penanster, originaire de Kergrist-Moëlou, descendant de Claude Guezno, sieur de Penanster, (1730-1805), conseiller du roi, maître des Eaux et Forêts pour les trois évêchés de Léon, Tréguier et Cornouaille. La famille Guezno de Penanster s'est distinguée en Bretagne avec Claude-René Guezno de Penanster (1773-1840), ancien officier de la marine royale, chevalier de l'ordre royal et militaire de Saint-Louis, qui participe au combat des chouans comme lieutenant de Georges Cadoudal. Il émigre en Angleterre vers 1802 et rentre en France en 1814 pour participer à l'insurrection des Cent-Jours dans l'armée royale. Il est mort sans laisser de postérité le 9 février 1840 à Ploubezre et il sera inhumé ultérieurement dans le tombeau familial du château de Kergrist. Depuis sa mort la famille Guezno de Penanster est désormais éteinte en ligne masculine.
Pour honorer et perpétuer le souvenir de ses ancêtres maternels, la famille Huon a  fait ajouter à son patronyme celui de Penanster. Cet ajout est légalement enregistré par un décret du 30 mars 1925 sous la Troisième République.
Charles Huon de Penanster épouse le 18 juin 1867 Claire Anne Marie Léonie Le Roux (1849-1927), fille de Guillaume Le Roux (1794-1868) et de Marie Gabrielle Clara Bazil (1810-1891), dont :
- Pierre (1868-1880), mort à 12 ans.
- Claire (1869-1873), morte à 4 ans.
- Charles (1871-1923), qui créa en 1922 l'imprimerie de Châtelaudren. Il épouse Christine Nicard des Rieux (1882-1958), dont une famille nombreuse de quinze enfants, dont Charles-Marie, qui développa l'imprimerie de Châtelaudren, créa l'imprimerie de Massy et dirige les Éditions de Montsouris.
- Marie (1872-1966). Elle épouse Louis Alexandre de Gouzillon de Bélizal, (1867-1947), dont huit enfants.
- Claire (1883-1964), sans alliance.

Curiosité : une encyclopédie américaine, "Encyclopedia of American Biography", publiée en six volumes entre 1887 et 1889, présente Charles Henry Huon de Penanster, né en 1727 à Dinan et décédé en 1771 à Saint-Domingue, un botaniste français.. qui n'a jamais existé.

## Sources
- « Charles Huon de Penanster », dans Adolphe Robert et Gaston Cougny, Dictionnaire des parlementaires français, Edgar Bourloton, 1889-1891 [détail de l’édition]
- « Charles Huon de Penanster », dans le Dictionnaire des parlementaires français (1889-1940), sous la direction de Jean Jolly, PUF, 1960 [détail de l’édition]